# Torianita
La torianita és un mineral de la classe dels òxids. Va ser originalment descoberta per Ananda Coomaraswamy l'any 1904, descrita llavors com uraninita, però reconeguda com una nova espècie per Wyndham R. Dunstan. Rep el seu nom a causa de seu alt percentatge de tori (al voltant del 70% de ThO₂), encara que també conté òxids d'urani, lantani, ceri i didimi (praseodimi i neodimi).

## Característiques
La torianita és un òxid rar, que cristal·litza en el sistema isomètric. Forma cristalls cúbics, generalment arrodonits fins a cert punt en els dipòsits detrítics. L'heli és present en la torianita, i és lleugerament menys radioactiu que la pechblenda, però més difícil per protegir-se d'aquesta degut als raigs gamma d'alta energia. Basant-se en el color, el pes específic i la composició, es distingeixen tres tipus de torianita: α-torianita, β-torianita i γ-torianita. La torianita i la uraninita i formen una sèrie de solució sòlida en què la substitució gradual del tori per urani dona els diferents minerals de la sèrie.
Segons la classificació de Nickel-Strunz, la torianita pertany a «04.DL: òxids i hidròxids amb relació Metall:Oxigen = 1:2 i similars, amb cations grans (+- mida mitjana); estructures del tipus de la fluorita» juntament amb els següents minerals: cerianita-(Ce), uraninita, zirkelita, grup de l'aeschynita, calzirtita, tazheranita i hiärneita.

## Formació i jaciments
És relativament comuna en graves-pedres precioses al·luvials de Sri Lanka, on es presenta principalment en forma de petits i pesats cristalls cúbics negres, com desgastats per l'aigua. Els cristalls més grans (en general les mides arriben fins al voltant d'1,5 cm, sent molt rars les mides majors de 2,5 cm; els més grans són de 6 cm i de fins a 2,2 quilos) procedeixen de Madagascar. Sol trobar-se associada a altres minerals com: torita, zircó, ilmenita, cassiterita, al·lanita, flogopita, diòpsid i espinel·la. Als territoris de parla catalana ha estat descrita a prop del monestir de Poblet (Vimbodí i Poblet, Conca de Barberà).

## Varietats
Es coneixen dues varietats de torianita:
- L'aldanita, una varietat que conté plom amb un fins a 12% del pes de PbO.[8]
- La uranotorianita, un nom suggerit per un mineral intermedi entre la uraninita i la torianita.[9]